# Zuid-Javastroom
De Zuid-Javastroom (SJC) (Engels: South Java Current) is een zeestroom in het oosten van de Indische Oceaan voor de zuidkust van Sumatra en Java.
De Zuid-Javastroom ontstaat ten westen van Sumtra en ontvangt water van de Indische Equatoriale tegenstroom en de Indische moessonstroom. De zeestroom stroomt in zuidoostelijke richting langs de eilanden en ontvangt via de Straat Lombok en andere naar het oosten gelegen zeestraten water van de Indonesische doorstroom. Ten zuiden van de Kleine Soenda-eilanden stromen de Zuid-Javastroom, Indonesische doorstroom en Oostelijke gyralstroom samen en vormen de westwaartse Indische Zuidequatoriale stroom.
De zeestroom stroomt door de mariene ecoregio Westelijk Sumatra en door de mariene ecoregio Zuidelijk Java.